# Monomma mycotretoide
Monomma mycotretoide es una especie de coleóptero de la familia Monommatidae.

## Distribución geográfica
Habita en Aden (Yemen).